# 應龍

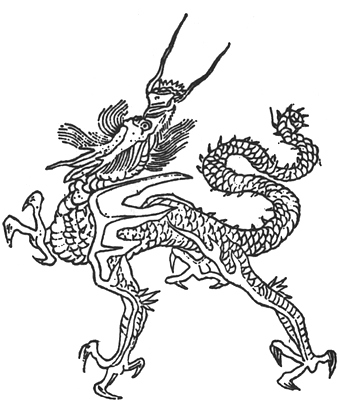
胡文煥（明）所繪之應龍

應龍，又有庚辰、黄龙等别名，是中國古代傳說中一种有翼的神龍，也是中央七宿魁魓之精。曾相继为伏羲兄妹、黄帝、禹王效力，杀蚩尤、夸父，擒无支祁，战虎、豹、熊、罴，开辟长江、龙门，生麒麟、鳳凰。

一般被认为是雨神、水神，亦被视作“集创世、造物、灭世三位一体的巨神”。而于桐柏一带的地方神话中，应龙也曾在混沌中孵育盘古。也有学者认为其是轩辕星女神的化身。

## 外形
在绘画雕刻上，应龙的形象一般与同时期流行的中国龙形象无二，只是多了一双羽翼，但自明清起常用蝠翼，寓意福。于神话而言，应龙鳞片为黄色，羽翼为五彩。且在后世演变中，应龙往往具有了人类的形容，如“应龙舞剑”、“乘云车而飞扬”。有人說其武器為鉞，可見於《文苑英華》「應龍秉鉞」。

## 创世造物
前文提及应龙具有创世、造物的神迹，但其记载仅零星可见，如“应龙腾骧，捧天开辟”、“应龙出重渊，雨施品物形”。 另据《全唐文》“应龙辟壤”一句，有学者凭此认为其开辟了大地。无独有偶，亦有学者考证，应龙在大地创生后，又开辟出这大地上的河流。

此外，还有记载称在某次乾坤破碎之后，重新开辟了苍天，创造了供世人居住的大地，此为救世，亦为创世。但应龙除了创世、救世的神性之外，也有其可怕的一面，宋代的《钱塘集》中记载，一旦惹怒应龙，将招致天地万物的终结。

## 麟凤龙祖
应龙是毛犊、羽嘉所生的神兽，生下了麒麟、凤凰。而古典记载麒麟是所有毛虫的祖先，凤凰是所有羽虫的祖先。羽虫即飞禽，毛虫即走兽，应龙便成为飞禽走兽的共祖。

同时，应龙也是天之九龙之一，有龙中之贵、龙之老者的称号。实际上只有如应龙、苍龙一样背生羽翼的，才能算是真龙，是天子的象徵。而在学者的考证中应龙又与老龙等同、老龙即祖龙，因此认为应龙即祖龙，是龙之祖先。

## 三度临凡
伏羲时代第一次下凡，为伏羲送上了《河图》，启发了八卦的发明，并协助伏羲之妹女娲进行补天壮举，带女娲进入天界朝见了当时的天帝。

在黄帝时代，应龙再次下凡为黄帝征战，杀蚩尤、斩夸父，一力鏖战炎帝麾下虎豹熊罴四兽。最后黄帝于鼎湖铸鼎，便乘坐应龙升天成神，得了“太一君”这一神号，并成了居中位而主四方的五方天帝之一，道教称之为元圃真人。而带着黄帝及其一干重臣，一同上升天界的应龙，则成为了中央七宿魁魓之精，居住于高皇天之中，可以召唤土行大帝所居的神宫显现于世。当应龙再度下降，并召唤中央土帝之宫显现之时，将使万民心願俱足，灾病全消，镇星注籍，令人福生。

大禹时期，应龙三度下凡帮助大禹治水，导决水之所出，以其龙尾画地成江，如今的长江就因之而来，并以伟力开辟了传说中能使水族化龙的龙门，《龙门赋》中就赞美应龙说：“阙之所成兮，得应龙之伟力”，阙即伊阙，即指龙门。

除了长江与龙门的开辟之外，应龙还擒获阻挠禹王治水的淮水水神无支祁，桐柏之君为之求情，才從应龙手上保全了无支祁的性命。

## 太一之妃
应龙除了是中央七宿之精，真龙、祖龙之外，应龙还是天官五兽之一，更是司掌四季、中岳、中土、黄河、长江、汉水、淮河、济水、黄帝之子孙，以及倮虫三百六十的天神，被称为黄龙大帝、顺天佑畿辅时应龙神，作为最高级的龙神被祭祀。

甚至还存在着，以应龙作为天神太一的正妃的說法。在星宿崇拜中，轩辕星就是所谓的黄龙之神星象，是天之后妃，居住于勾陈四形成的后宫之中，是后宫之主，又有黄龙之神为太一之妃的说法，而此黄龙便等同应龙，即可知应龙为天妃。

## 最终之龙
以上说法皆是特指应龙庚辰，但在魏晋之后、南北朝时期，从应龙神话衍生出了一种寻常龙族修炼一千五百年而成的应龙，这种应龙是龙类进化的最终阶段，但并不唯一。

## 應用

### 標誌

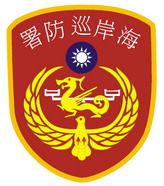
中華民國海巡署臂章：金黃色應龍象徵保護疆域和沿海以及維護人民的安全。

中華民國的海洋委員會海巡署使用象徵水神與戰神的應龍為其標誌，而這隻金色的雙翼神龍，早在海岸巡防司令部時，就是海巡的象徵了。

### 遊戲
由宇峻奧汀製作的電腦遊戲──幻想三国志II，參考了山海經所載的應龍與女魃，並結合三国演义改編成的愛情故事。在此游戏中，首创了应龙与女魃的爱情故事。
- 無雙OROCHI系列（光榮公司開發，真殿光昭配音）

### 書籍

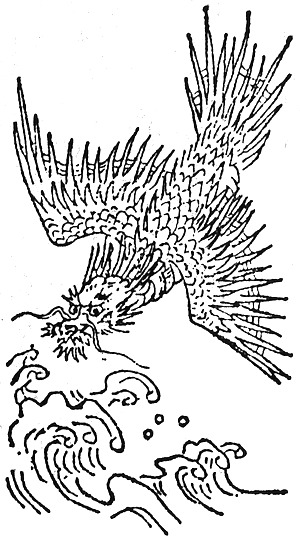
寺島良安《和漢三才圖會》

根據《最萌的龍事典》所述，因中文的「應」與「鷹」音近，日本人似乎認為應龍是有鷹翼的神龍。

## 参见

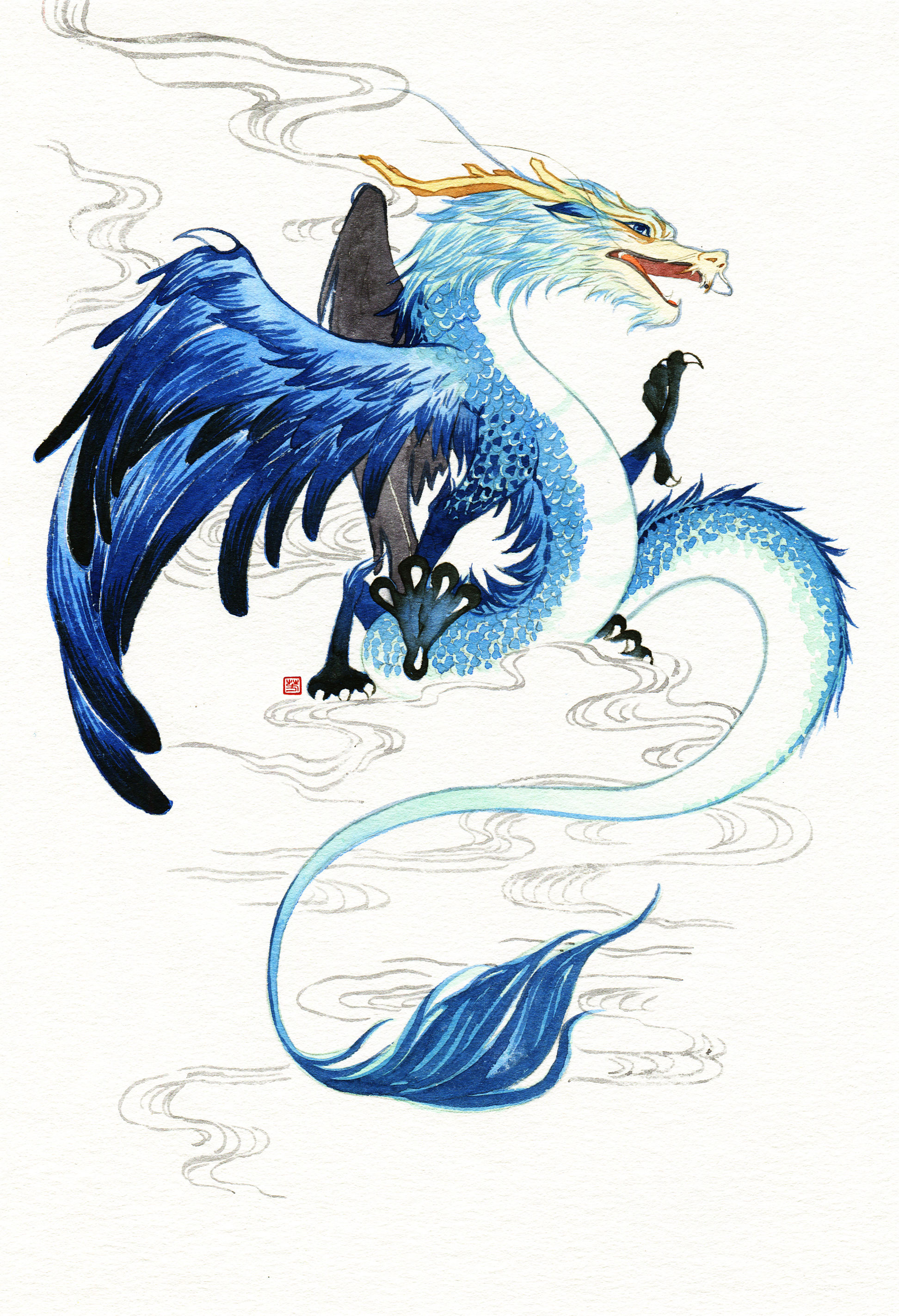

## 外部連結
- 博客來-最萌的龍事典
- 金石堂-最萌的龍事典 （页面存档备份，存于）